# 김소라 (배우)
김소라(1988년 4월 18일 ~ )는 대한민국의 배우이다.

## 출연작

### 드라마
- 《사랑만 할래》 (SBS, 2014년)
- 《바나나 액츄얼리》 (웹드라마, 2015년)
- 《내 사위의 여자》 (SBS, 2016년)
- 《내 손 안의 여자친구》 (웹드라마, 2016년)
- 《72초 시즌 3》 (웹드라마, 2016년)
- 《고양이띠 요리사》 (O'live, 2016년) - 이수지 역
- 《쓸쓸하고 찬란하神 - 도깨비》 (tvN, 2016년) - 복수 귀신 역
- 《비밀의 숲》 (tvN, 2017년) - 최영 역
- 《드라마 스테이지 - B주임과 러브레터》 (tvN, 2017년)
- 《부잣집 아들》 (MBC, 2018년) - 광재의 여자친구 역 (특별출연)
- 《미스 함무라비》 (JTBC, 2018년) - 임바른의 두번째 맞선녀 역
- 《아는 와이프》 (tvN, 2018년) - 주향숙 역
- 《내사랑 치유기》 (MBC, 2018년) - 장미향 역
- 《한 번 다녀왔습니다》 (KBS2, 2020년) - 주리 역
- 《계약우정》 (KBS2, 2020년) - 최 선생 역
- 《경이로운 소문》 (OCN, 2020년) - 기란 역
- 《트리거》 (Disney+, 2025년) - 하모니카 역

### 영화
- 《보희와 녹양》 (2019년) - 남희 역
- 《썰》 (2021년) - 세나 역

### 방송
- 《롤러코스터 시즌 3》 (tvN)

### 연극
- 《엽기적인 그녀》

### 광고
- 야놀자
- 리니지
- 카스 - 너무 수고해버린 오늘의 나에겐(2021년)

### 뮤직비디오
- 지아 - 술 한잔해요 오늘 (2016년)

## 수상
- 제2회 미스에코코리아 미스 에어
- 제23회 미스 모델 오브 더 월드 베스트 포퓰러상